# Шведский театр (Турку)
Шведский театр Турку (фин. Turun Ruotsalainen Teatteri швед. Åbo Svenska Teater) — старейший в Финляндии муниципальный театр, основанный в 1839 году в г. Або. Расположен на центральной Торговой площади на пересечении улиц Эрикинкату (Eerikinkatu, 13) и Ауракату.

## История
Здание было построено в 1837 - 1838 годах под руководством городского архитектора Пера Юхана Гюлиха и контролем архитектора Карла Людвига Энгеля и является в настоящее время старейшим в Финляндии театральным строением.
Театр был торжественно открыт 21 января 1839 года.
На протяжении XIX века театр не имел собственной труппы и принимал на своей сцене гастролировавших артистов из Швеции. С 1840 по 1850 годы на сцене театра регулярно выступала труппа Пера Делана.
Национальный коллектив артистов был сформирован в период с 1872 по 1894 годы.
Театр имеет несколько сцен: Большую сцену (315 посадочных мест), Студио-сцену (120 мест) и Тильян-сцену (100 мест).